# 绊尾幔

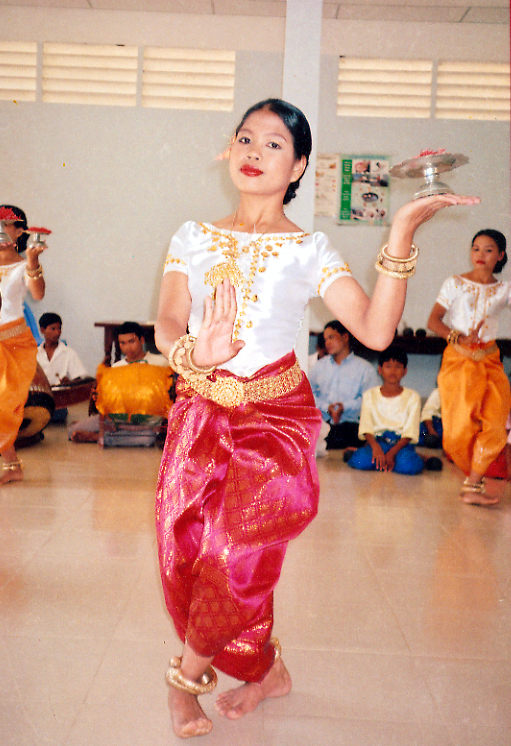
一名穿着绊尾幔的柬埔寨舞者

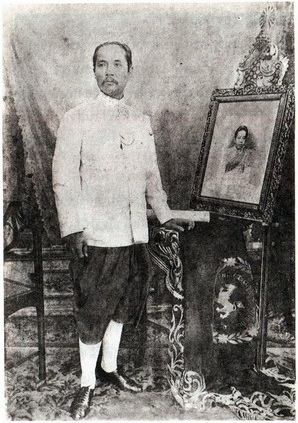
身穿Raj pattern和绊尾幔的朱拉隆功大帝

绊尾幔是泰国、老挝和柬埔寨的一种下身裹着的布，外形与灯笼裤类似。日常穿法于20世纪初灭绝。它是长三米，宽一米的长方形布。它被包裹在腰部周围，将其从身体上拉出来，将两端扭曲在一起，然后将扭曲的织物拉到腿部之间并将其卷入腰部后部。
绊尾幔曾经是泰国历史上常见的服饰，拉玛七世时改为筒裙穿着。